# NGC 7561
NGC 7561 est une étoiles située dans la constellation des Poissons. L'astronome suédois Herman Schultz (en) a enregistré la position de celle-ci le 5 octobre 1864.